# 布鲁塞尔大广场
布魯塞爾大廣場（法語：Grand-Place，發音：[ɡʁɑ̃ plas]，意为“大广场”，發音：[ˌɣroːtə ˈmɑr(ə)kt] ⓘ，意为“大市场”），是位於比利時首都布魯塞爾的中心廣場；始建於11世紀；到17世紀基本完工。面積長68 x 110公尺（223 x 361英尺），1695年大同盟戰爭期間，當法國軍隊轟炸布魯塞爾後，廣場的大部分被毀。只有作為砲擊目標的市政廳的立面和塔樓尚存，大廣場周圍的房屋在隨後的幾年中進行了重建，使廣場呈現出新的面貌，從19世紀中葉開始，廣場的文物價值被重新發掘，並進行了徹底的整修。
如今，大廣場是布魯塞爾最重要的旅遊景點和地標。它也被認為是世界上最美麗的廣場之一，廣場被中世紀的行会建築所包圍，市政廳建於1402年，高約91米，是廣場上最高的建築。自1998年以來，聯合國教科文組織將布魯塞爾大廣場列入世界文化遺產 ，該廣場經常舉辦節日和文化活動，其中包括8月每偶數年，都會在其中心安裝一塊巨大的花毯。它也是聖誕節和新年期間布魯塞爾慶祝活動的中心，大广场的翻译来自法语，而在荷兰语中，应该翻译成大市场。

## 历史
11世纪，大广场已经称为布鲁塞尔的中心。考古人员发现，当时的地面水平高度比现在要低1.2米。1523年，宗教改革人士在此被执行火刑。1568年，当尼德兰人民反抗西班牙统治初期，埃格蒙特伯爵和霍恩伯爵在这里被斩首。1719年，行会领袖弗朗斯·安内森斯（Frans Anneessens）被执行死刑。
1695年8月中旬，法国国王路易十四和其敌人威廉三世在这里大规模冲突，在法军的炮火下，市政厅大楼只剩下断壁残垣。重建的行会建筑采用了弗拉芒－意大利式。19世纪后期，大广场的建筑基本被翻修。
1998年被评为联合国“世界文化遗产”，很多人将这里看作欧洲最美丽的广场之一。廣場十分富有生活氣息，各種酒吧、巧克力店、餐館點綴四周；人們坐在廣場上幽閒自在。法國作家維克多·雨果也曾居住在市政厅对面餐厅二楼现在有红色玻璃的房间，他讚美這裡是「世界上最美麗的廣場」。

## 廣場周圍的建築

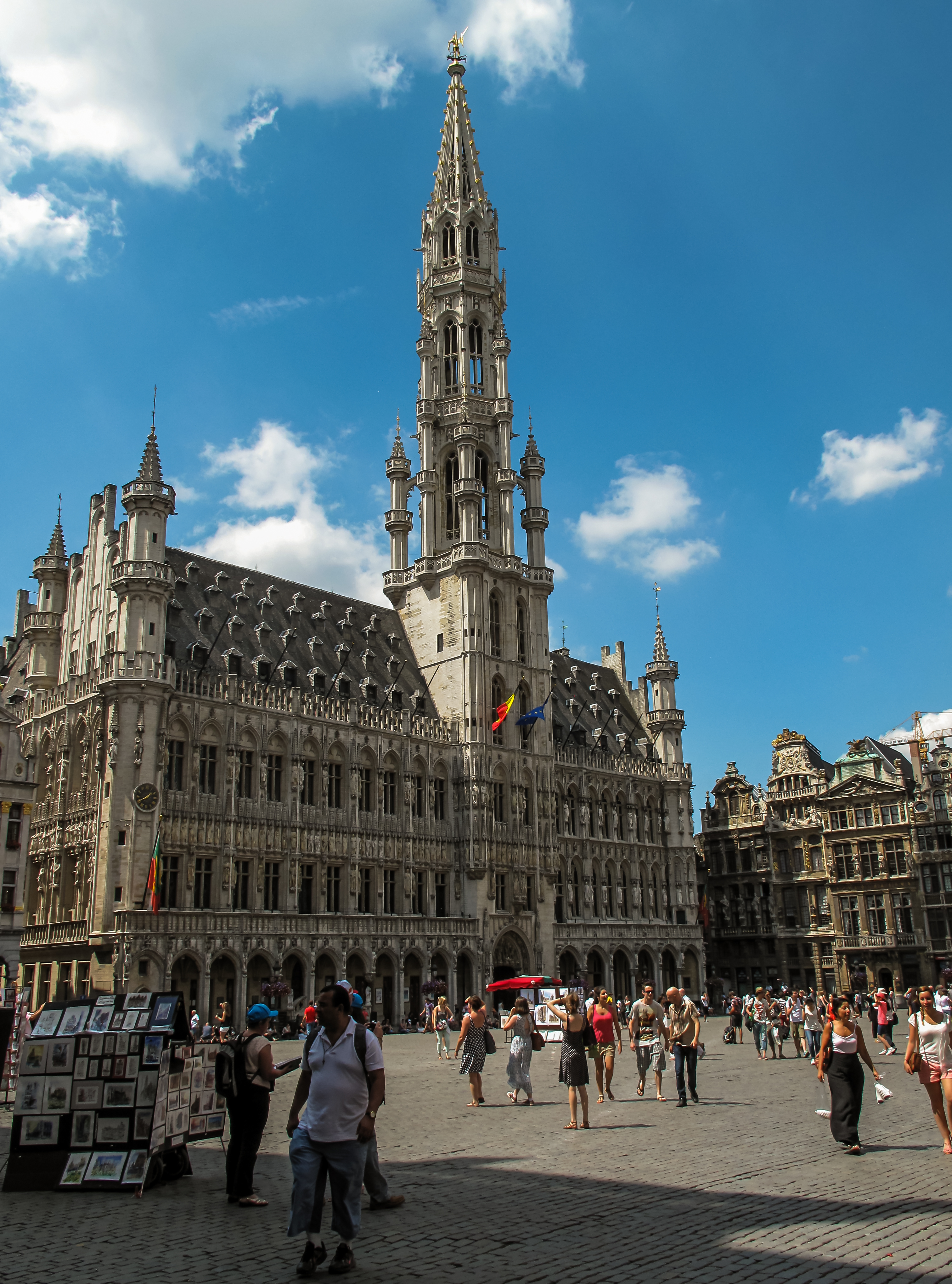
市政廳
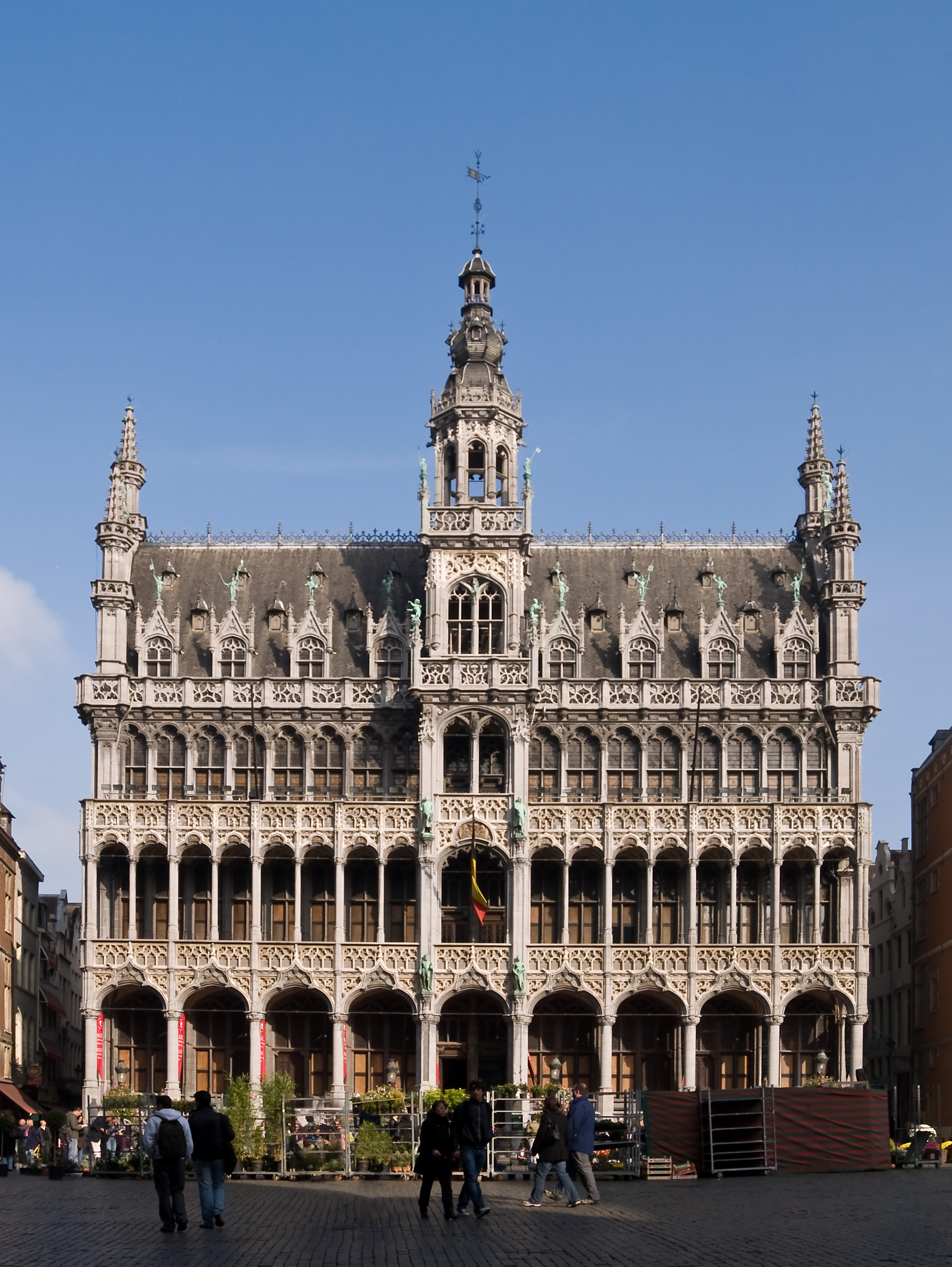
國王之家
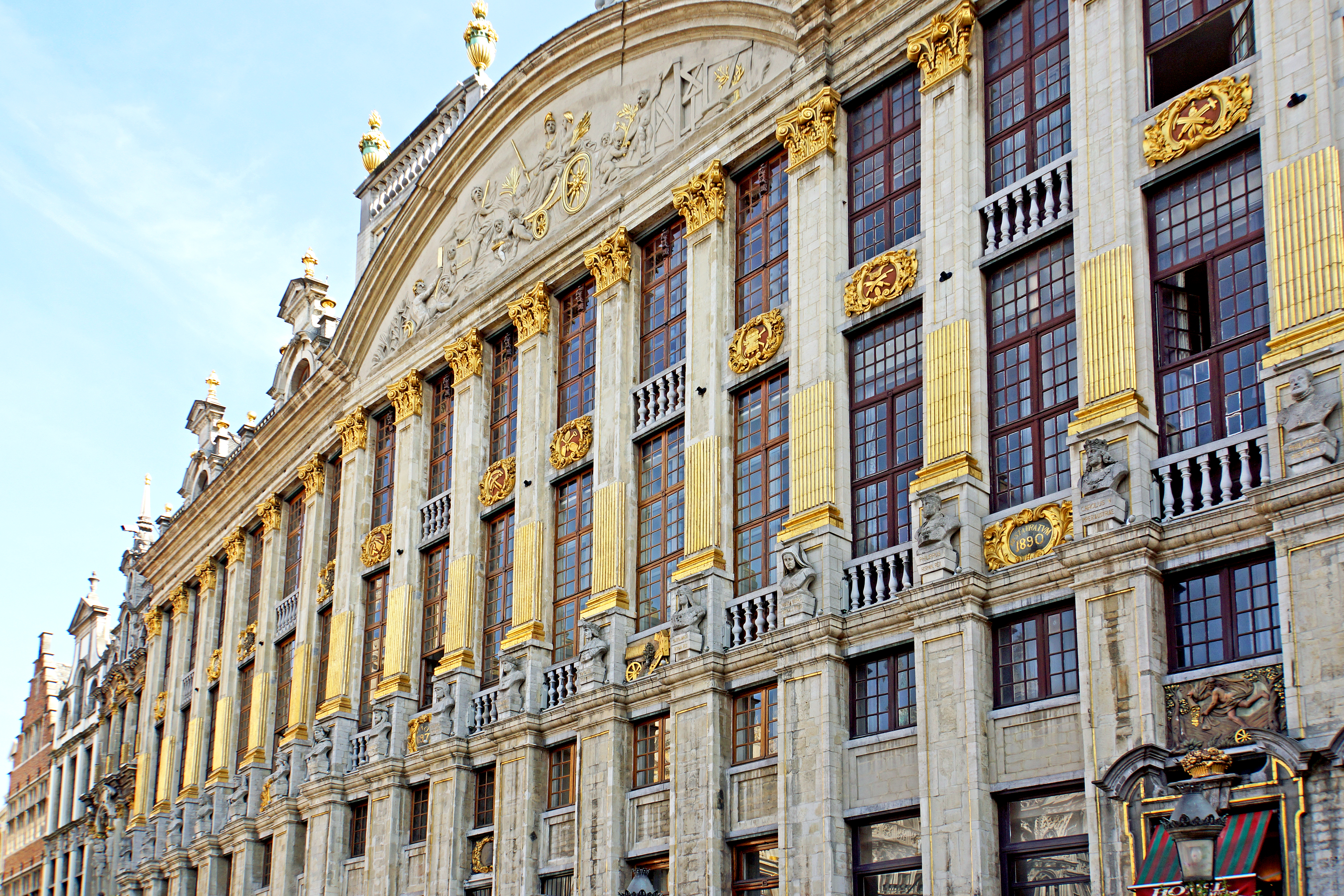
布拉班特公爵館
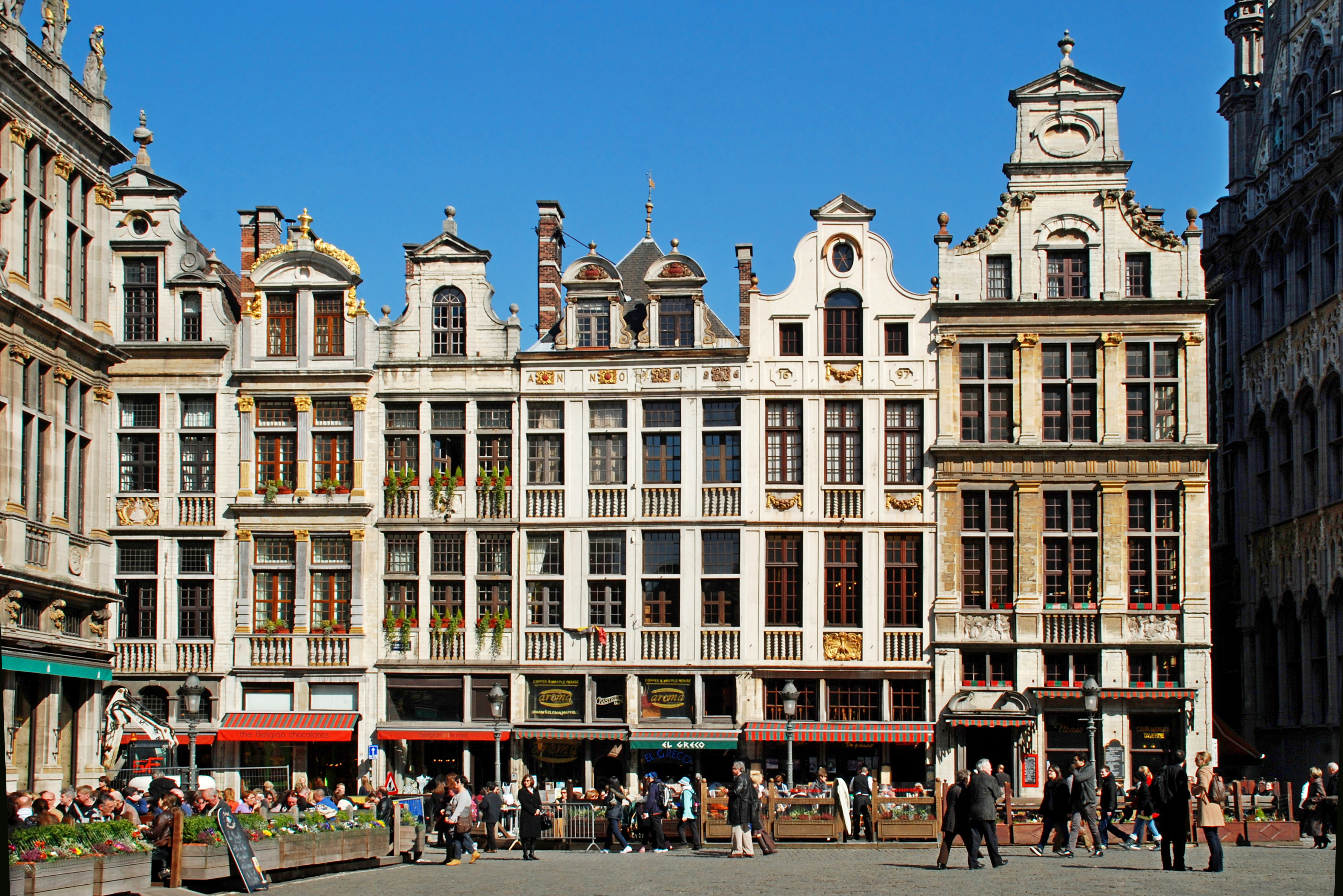
從右到左：Le Heaume、Le Paon、Le Petit Renard、Le Chêne、Sainte-Barbe 和 L'Âne

### 市政廳
市政廳（法語：Hôtel de Ville）是大廣場的中心建築。它於1401年至1455年間在廣場南側分階段建造，將其轉變為市政權力所在地。它也是廣場僅存的中世紀建築。 目前建築最古老的部分是它的東翼（面向前方時的左側）。這座翼樓連同一座較短的塔樓建於1401年至1421年之間。建築師和設計師可能是讓·博爾努瓦與他合作的雅各布·范蒂嫩。
市政廳正面裝飾著許多代表當地貴族的雕像（如布拉班特公爵和公爵夫人以及布魯塞爾七大貴族的騎士）、聖徒和寓言人物，現在的雕塑主要是19世紀和20世紀的複製品或創作；最初的15 世紀保存在布魯塞爾城市博物館的國王之家或大廣場對面的麵包之家大樓內。96公尺高（315英尺）的布拉班特哥特式塔樓是菲利普三世的宮廷建築師扬·范吕斯布鲁克的作品。在市政廳的屋頂上方，方形塔身變窄成一個奢華的鏤空八角形尖頂。在其頂峰，矗立著一座2.7公尺高（8.9英尺）的鍍金金屬雕像，雕像是布魯塞爾的守護神聖米迦勒，他正在殺死一條龍或惡魔，這尊雕像是马尔滕·范罗德的作品，於1454年或1455年被放置在塔上。 它在1990年代被副本取代。原件保存在布魯塞爾市博物館。

### 國王之家
早在12世紀，國王之家（法語：Maison du Roi）是一座出售麵包的木製建築，因此保留了荷蘭語的名稱Broodhuis（麵包屋或麵包廳）。原建築在15世紀被一座石製建築所取代，容納了布拉班特公爵的行政服務，這就是為什麼它首先被稱為公爵之家（中古荷兰语：'s Hertogenhuys），當同一位公爵成為西班牙國王後，它被更名為國王之家（中古荷兰语：'s Conincxhuys）。在 16 世紀，神聖羅馬帝國皇帝查理五世命令他的宮廷建築師以與當代設計非常相似的晚期哥特式風格重建國王之家。
國王之家在1695年轟炸中遭受了廣泛的破壞後重建。1767年進行了第二次修復，在1874年至 1896 年間，建築師維克托·亚马尔（Victor Jamaer）以他的導師歐仁·維奧萊-勒-杜克的風格再次以目前的新哥特式形式重建了它。新的國王之家於1896年正式落成。目前的建築內部於1985年進行了翻新，自1987年以來一直是布魯塞爾城市博物館的所在地。
大广场周围建筑 
金头街 (Rue de la Tête d'or) 和黄油街 (Rue au Beurre) 之间（西）
从右到左：西班牙王 (Le Roy d'Espagne)、面包师傅行会 (La Brouette)、萨克 (Le Sac)、卢夫 (La Louve)、短角 (Le Cornet)、勒纳 (Le Renard)。
1号：西班牙王 (Le Roy d'Espagne)，面包师行会会所，建于1696年。最初，入口右侧的三个隔间构成一栋独立的房屋（圣雅克 (Saint-Jacques)），可通过黄油街 (Rue au Beurre) 的一扇门进入。这座严重受损的建筑于1901-1902年间被彻底重建。它装饰着圣奥贝尔（面包师的守护神圣奥贝尔）和西班牙国王查理二世的半身像。
2-3号：黄油师傅行会会所，自15世纪以来一直是油脂贩子行会的会所。该建筑于1644年用石头建造，其正面在炮击中部分幸存，并于1697年在让·科辛（Jean Cosyn）的指导下重建。其装饰有圣吉尔斯（油脂工人的守护神圣吉尔斯）的雕像，并于1912年进行了修复。左侧的门通向一条现已消失的小巷，通往奥贝尔街（Rue au Beurre）。
4号：勒萨克（Le Sac），家具制造商公司所在地，该公司的工具自15世纪以来一直装饰着该建筑的正面。该建筑于1644年用石头建造，其正面在炮击中部分幸存，并于1697年由家具制造商建筑师安托万·帕斯托拉纳（Antoine Pastorana）重建。雕塑家是皮埃尔·范·迪沃特（Pierre van Dievoet）和洛朗·梅尔卡特（Laurent Merkaert）。教堂下部及其雕刻的标志（1644 年）在轰炸中没有被摧毁，建筑师安托万·帕斯托拉纳 (Antoine Pastorana) 于 1697 年从三楼开始重建。因此，范·迪沃特 (van Dievoet) 和梅卡特 (Merkaert) 的雕塑就是从这一层开始的：高度华丽的山墙，角落里摆放着火把和花瓶，顶部是一个放置指南针的地球仪，窗户的半圆形拱门上装饰着沉重的花环、水果和贝壳。三楼的雕带由涡卷装饰组成，其中三个饰有天使头像。这是典型的布鲁塞尔山墙。这座房子于 1912 年由建筑师让·西格尔 (Jean Seghers) 修复，目前的女像柱是雕塑家爱德华·马尚 (Édouard Marchant) (1852 年) 的作品。
第五号：卢浮宫（La Louve），弓箭手誓言之家，由皮埃尔·赫尔博什（Pierre Herbosch）于1690年建造。1696年，其正面重建，采用水平檐口，顶部设有基座，基座上雕刻着一只凤凰从灰烬中重生，又从火海中浮现，象征着城市在战火后重建。山墙上装饰着阿波罗雕像，按照原设计，于1890年至1892年间由布鲁塞尔市政建筑师维克多·贾马尔（Victor Jamaer）修复。浅浮雕描绘了罗慕路斯和雷穆斯被母狼哺乳的场景。
第六号：科内特（Le Cornet），自15世纪以来一直是船夫协会的所在地，由安托万·帕斯托拉纳（Antoine Pastorana）于1697年重建，他将山墙设计成船尾的形状。这些雕塑由皮埃尔·范·迪沃埃 (Pierre van Dievoet) 创作。根据1697年4月3日签订的合同，船工贸易主管委托皮埃尔·范·迪沃埃完成所有正面雕塑。该雕塑于1899年至1902年间修复。
7号：狐狸，自15世纪以来一直是男装商协会的所在地，重建于1699年。底层上方有浅浮雕，描绘了四大洲的寓言，顶部是男装商的守护神圣尼古拉斯的雕像。
查尔斯·布尔斯街 (Rue Charles Buls) 和夏佩利埃街 (Rue des Chapeliers) 之间（南）
从右到左：星星、天鹅、金树、玫瑰、塔博尔山。
8号：星形楼（L'Étoile），安曼之家（Maison de l'Amman），重建于1695年。1852年，它连同街角的整条街（当时称为星形街Rue de l'Étoile）一起被拆除，以便铺设马车轨道。1897年，在查尔斯·布尔斯（Charles Buls）的倡议下，它重建了底层的柱廊，并成为邻近房屋的附属建筑。为了纪念市长，街道被重新命名，房屋下方安放了一块牌匾，以纪念市长和大广场的建造者，牌匾紧邻埃弗拉尔·塞克莱斯（Éverard t'Serclaes）的纪念碑。
9号：天鹅楼（Le Cygne），这是一座资产阶级住宅，由金融家皮埃尔·法里索（Pierre Fariseau）重建于1698年，他将自己的姓名首字母缩写置于房屋正面的中央，而非经典的三层立面。 1720年，屠夫行会购得该建筑，并对上部进行了修缮。1896年至1904年间进行了修复。1885年4月，比利时工人党成立大会在此举行。卡尔·马克思也在此撰写了《共产党宣言》。
第十号：金树，酿酒商行会大厦（现已改建为啤酒博物馆）。该建筑始建于1696年，并于1901年修复。其装饰有马克·德·沃斯（Marc de Vos）和皮埃尔·范·迪沃埃（Pierre van Dievoet）的雕塑。在建造这座建筑时，建筑师纪尧姆·德·布鲁因（Guillaume de Bruyn）曾说过一句名言：“你意识到自己正在为永恒而工作！” 这座建筑的顶部是洛林的查尔斯·亚历山大（Charles Alexander of Lorraine）的骑马雕像，该雕像于1752年安装，以取代布鲁塞尔重建期间巴伐利亚总督马克西米利安·埃马纽埃尔（Maximilian Emmanuel of Bavaria）的雕像。 11号：玫瑰庄园 (La Rose)，私人住宅，重建于1702年，修复于1901年。
12号：塔博山庄园 (Le Mont Thabor)，私人住宅，重建于1699年，修复于1885年。
位于教堂街 (Rue des Chapeliers) 和山丘街 (Rue de la Colline) 之间（东侧）
从右到左：布拉班特公爵府邸阿尔桑贝格 (Alsemberg) 和山丘街：平衡庄园 (La Balance)。
12a号（原教堂街2-4号）：阿尔桑贝格，私人住宅，建于1699年，青石大门上刻有石匠的标记，山墙上有一个大型圆形天窗。
13-19号：布拉班特公爵府邸，由七座房屋组成，围合在一个宏伟的立面后方，由纪尧姆·德·布鲁因设计，并于1770年进行了改建，因其上装饰着布拉班特公爵的半身像而得名。该府邸于1881年至1890年间进行了修复。
13号：名望
14号：隐士宅邸
15号：财富
16号：风车，磨坊主公会会所
17号：锡罐，木匠和车轮制造公会会所
18号：山丘，四大皇冠公会会所（雕塑家、泥瓦匠、石匠和石板匠）
19号：证券交易所
位于科林街 (Rue de la Colline) 和哈伦街 (Rue des Harengs) 之间（东北方向）
编辑
从右到左：风筝、约瑟夫和安妮（同一立面）、天使、金色划艇、鸽子、黄金商人。
20号：风筝，私人住宅，立面重建于1710年，修复于1897年。
21-22号：约瑟夫和安妮，两栋私人住宅，同一立面。山墙在19世纪被毁，于1897年根据费迪南德-约瑟夫·德·龙斯 (Ferdinand-Joseph De Rons) 1729年的水彩画重建。
23号：天使，商人扬·德·沃斯 (Jan De Vos) 的私人住宅，于1697年根据纪尧姆·德·布鲁因 (Guillaume de Bruyn) 的设计重建，他重塑了意大利-佛兰芒风格。扭曲的立面于1897年根据旧图重建。 24-25号：裁缝行会的金船，由纪尧姆·德·布鲁因（Guillaume de Bruyn）于1697年设计，原计划作为覆盖整个东北侧的宏伟立面的中心，但遭到邻近房屋业主的否决。其上方是克雷莫纳圣霍默邦（Saint Hommebon of Cremona）的雕像，他是裁缝的守护神圣。这些雕塑出自皮埃尔·范·迪沃特（Pierre van Dievoet）之手，他还为裁缝行会制作了“keerse”（雕刻精美的标志），即行会成员在游行时携带的标志。目前位于入口门上方的圣芭芭拉半身像出自戈德弗鲁瓦·范登·克尔克霍夫（Godefroid Van den Kerckhove，1872年）。26-27号：鸽子（Le Pigeon），自15世纪以来一直是油漆公司的财产，该公司于1697年将其出售给石匠兼建筑师皮埃尔·西蒙（Pierre Simon），他被认为是该立面的设计者。 1851年[1]，维克多·雨果曾在这里居住，并于1908年进行了修复。
28号：Le Marchand d'or，陶器制造商 Corneille Mombaerts 的私人住宅，于1709年重建，并于1882年修复。
位于 Chair et Pain 街和 au Beurre 街之间（西北）
编辑
从右到左：Le Heaume、Le Paon、Le Chêne 和 Le Samaritan（位于同一立面下）、Sainte-Barbe、L'Âne 和一栋私人住宅（位于 au Beurre 街的起点）。
34 号：Le Heaume，一栋私人住宅。据 Guillaume Des Marez 称，建筑师是 Pierre van Dievoet。该住宅于 1920 年进行了大规模修复。
35 号：Le Paon，顶部带有 18 世纪房屋特有的山墙，于 1882 年修复。
36-37 号：Le Petit Renard（或 Le Samaritan）和 Le Chêne，两栋住宅建于 1696 年，于 1884-1886 年修复。
38号：圣巴布（Sainte-Barbe），建于1696年的私人住宅
39号：莱纳（L'Âne），修复于1916年的私人住宅

## 外部連結
- 全景相片360. 布鲁塞尔大广场" （页面存档备份，存于）
- 布魯塞爾大廣場 （页面存档备份，存于）